# Turzyca

Narys kwiatowy

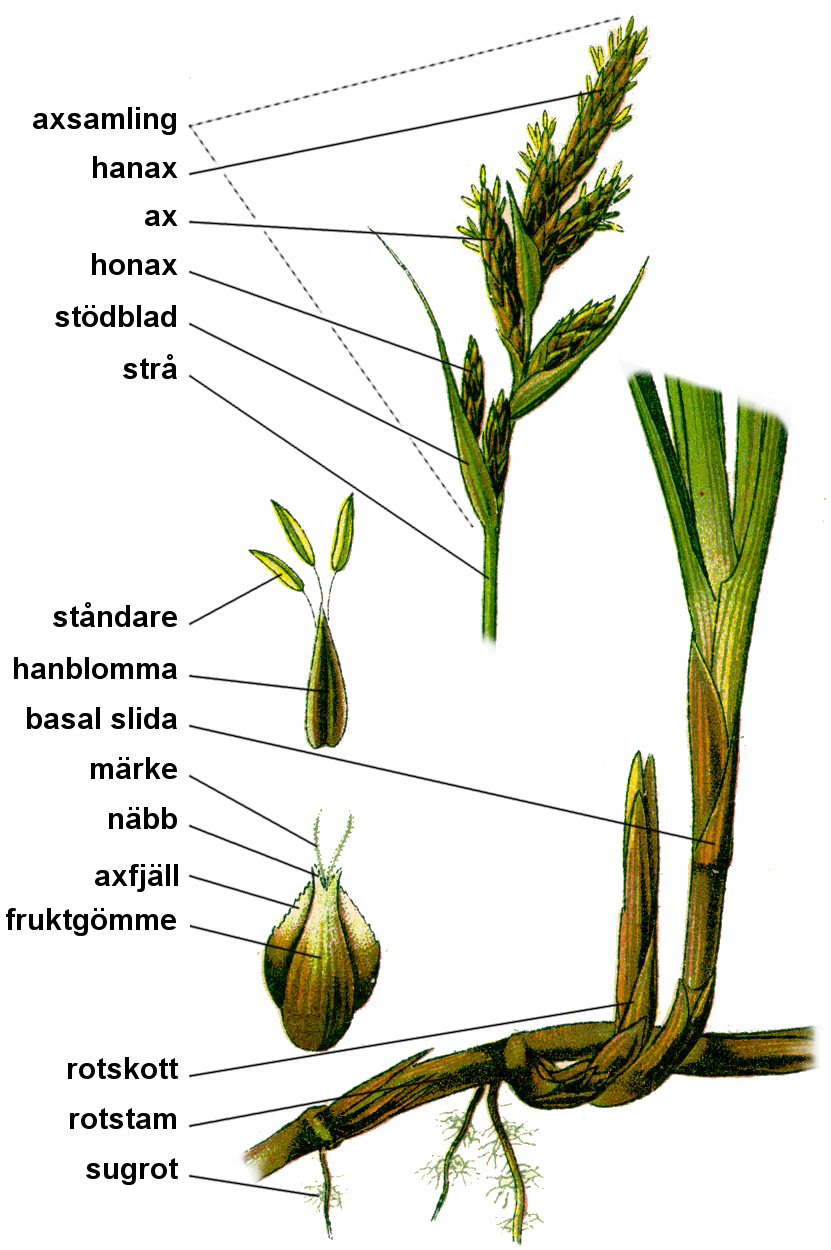
Morfologia

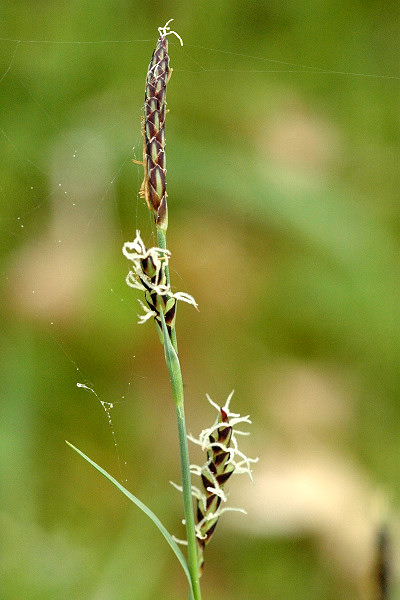
Kwiatostany turzycy prosowatej, w góry męski, u dołu żeńskie

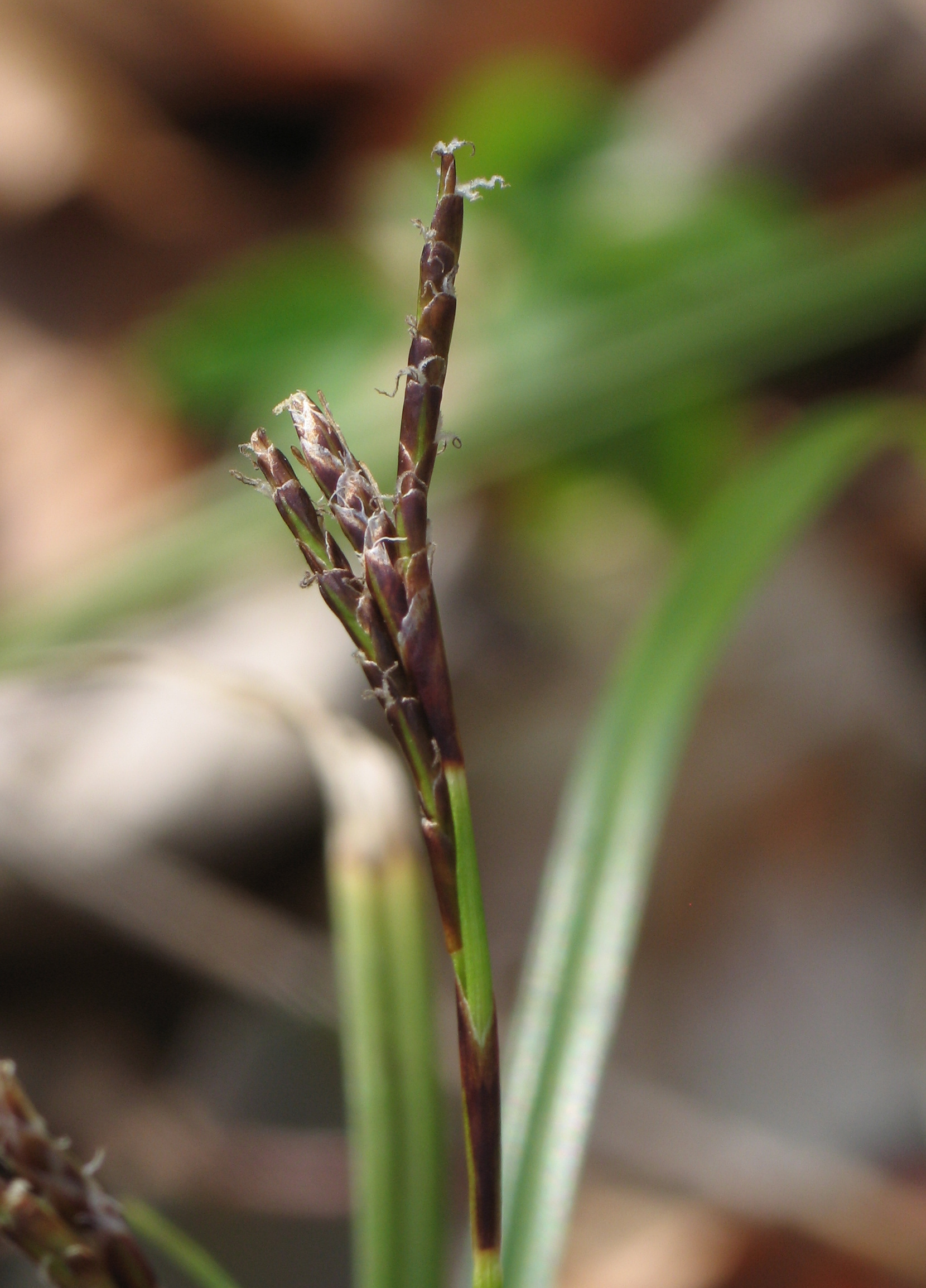
Turzyca palczasta

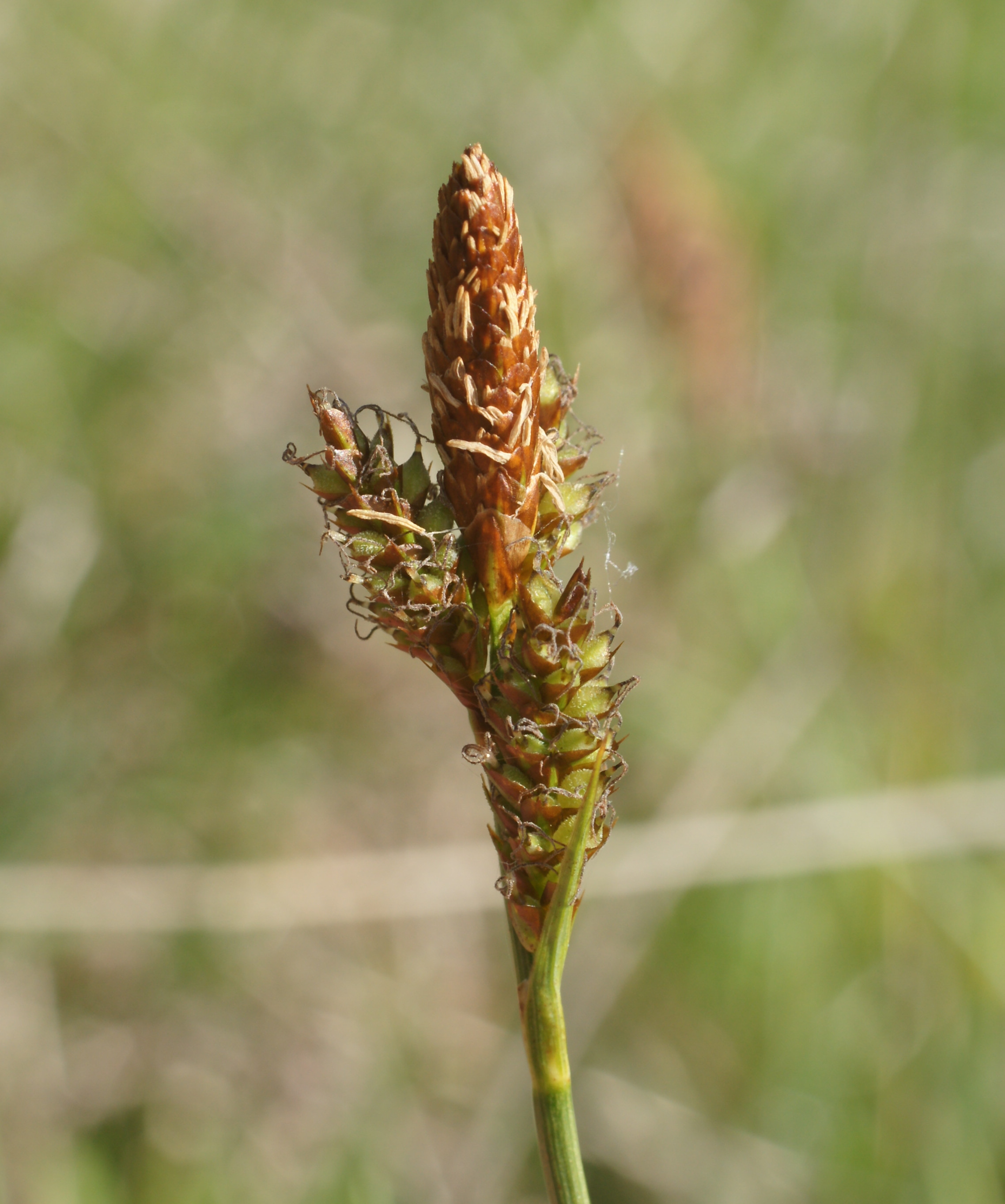
Turzyca wiosenna

Turzyca (Carex L.) – rodzaj roślin z rodziny ciborowatych (turzycowatych). Obejmuje ok. 2000 gatunków (w szerokim ujęciu, z włączeniem kilkudziesięciu gatunków z innych rodzajów tradycyjnie wyróżnianych w plemieniu Cariceae). Spotykane są one na całym świecie, ale najbardziej zróżnicowane są w strefie klimatów umiarkowanych. W Polsce występuje ok. 100 gatunków.
Są to zwykle niezbyt długowieczne byliny odgrywające istotną rolę w wielu ekosystemach, zwłaszcza na terenach bagiennych (gdzie tworzą m.in. szuwary wielkoturzycowe), w murawach wysokogórskich i w tundrze. Lokalnie odgrywają istotną rolę jako rośliny pastewne (np. gatunki zaliczane dawniej do rodzaju kobrezja Kobresia w górach na terenie Rosji czy C. parvula dominująca na pastwiskach jaków w Tybecie). Niektóre rośliny kłączowe wykorzystywane są do stabilizacji wydm piaszczystych (np. C. kobomugi), włosowate liście turzycy drżączkowatej C. brizoides używane są do wypełniania materaców i wyściełania mebli. Niektóre gatunki wykorzystywane są do wyplatania kapeluszy i jako rośliny lecznicze. Liczne gatunki uprawiane są jako ozdobne, w tym w odmianach, m.in. o liściach biało paskowanych. Stosowane są do ozdoby np. kępowe turzyce o włosowatych liściach – turzyca włosowa C. capillaea, włosista C. comans, wyróżniająca się dużymi, gwiazdkowatymi owocami turzyca Graya C. grayi, inne: turzyca oszimska C. oshimensis, japońska C. morrowii, palmowa (muskegońska) C. muskingumensis.

## Rozmieszczenie geograficzne
Rodzaj jest niemal kosmopolityczny. Brak go na niektórych obszarach nizinnych strefy międzyzwrotnikowej (we wschodniej Brazylii, w części krajów zachodniej Afryki, w Omanie i ZEA). Pojedyncze tylko gatunki rosną w południowo-wschodniej Azji. Rodzaj najbardziej zróżnicowany jest w strefie klimatów umiarkowanych, zwłaszcza w Ameryce Północnej (na północ od Meksyku rośnie 480 gatunków) i we wschodniej Azji (w Chinach obecnych jest 527 gatunków, w Japonii 202). Na półkuli południowej wyróżnia się Nowa Zelandia z 80 gatunkami. W Europie występuje 180 gatunków.
Wykaz gatunków flory Polski
Ujęcie systematyczne i nazwa naukowa obowiązująca według bazy taksonomicznej Plants of the World online. W przypadku innej nazwy i ujęcia na liście krajowej – podane jest ono na drugiej pozycji
- Carex acutiformis Ehrh. – turzyca błotna
- Carex alba Scop. – turzyca biała
- Carex amgunensis F. Schmidt – turzyca amguńska (efemerofit)
- Carex appropinquata Schumach – turzyca tunikowa
- Carex arenaria L. – turzyca piaskowa
- Carex aterrima Hoppe – turzyca zczerniała[9]
- Carex atherodes Spreng – turzyca oścista
- Carex atrata L. – turzyca czarniawa
- Carex bigelowii Torr. ex Schwein. – turzyca tęga
- Carex bohemica Schreb. – turzyca ciborowata
- Carex brachystachys Schrank – turzyca krótkokłosa
- Carex brizoides L. – turzyca drżączkowata
- Carex brunnescens (Pers.) Poir. – turzyca brunatna
- Carex buekii Wimm. – turzyca Bueka
- Carex buxbaumii Wahlenb. – turzyca Buxbauma
- Carex canescens L. – turzyca siwa
- Carex capillaris L. – turzyca włosowata
- Carex caryophyllea Latourr. – turzyca wiosenna
- Carex cespitosa L. – turzyca darniowa
- Carex chordorrhiza L.f. – turzyca strunowa
- Carex colchica J.Gay ≡ Carex ligerica J. Gay – turzyca loarska
- Carex crawfordii Fernald (metafit)[10]
- Carex curvata Knaf. – turzyca odgięta
- Carex dacica Heuff. – turzyca dacka
- Carex davalliana Sm. – turzyca Davalla
- Carex demissa Hornem – turzyca drobna
- Carex depressa subsp. transsilvanica (Schur) K.Richt. ≡ Carex transsilvanica Schur – turzyca siedmiogrodzka
- Carex diandra Schrank. – turzyca obła
- Carex digitata L. – turzyca palczasta
- Carex dioica L. – turzyca dwupienna
- Carex disperma Devey – turzyca szczupła
- Carex distans L. – turzyca odległokłosa
- Carex disticha Huds. – turzyca dwustronna
- Carex divulsa Stokes – turzyca rozsunięta
- Carex echinata Murray – turzyca gwiazdkowata
- Carex elata All. – turzyca sztywna
- Carex elata subsp. omskiana (Meinsh.) Jalas ≡ Carex omskiana Meinsh. – turzyca omska
- Carex elongata L. – turzyca długokłosa
- Carex ericetorum Pollich – turzyca wrzosowiskowa
- Carex extensa Gooden. – turzyca wyciągnięta
- Carex firma Mygind ex Host – turzyca mocna
- Carex flacca Schreb. – turzyca sina
- Carex flava L. – turzyca żółta
- Carex fuliginosa Schkuhr – turzyca przydymiona
- Carex globularis L. – turzyca kulista
- Carex acuta L. ≡ C. gracilis Curtis – turzyca zaostrzona
- Carex hartmaniorum A.Cajander ≡ C. hartmanii Cajander – turzyca Hartmana
- Carex heleonastes Ehrh. ex L.f. – turzyca torfowa
- Carex hirta L. – turzyca owłosiona
- Carex hostiana DC. – turzyca Hosta
- Carex humilis Leyss. – turzyca niska
- Carex lachenalii Schkuhr. – turzyca Lachenala
- Carex lasiocarpa Ehrh. – turzyca nitkowata
- Carex lepidocarpa Tausch. – turzyca łuszczkowata
- Carex leporina L. ≡ C. ovalis Gooden – turzyca zajęcza
- Carex limosa L. – turzyca bagienna
- Carex loliacea L. – turzyca życicowa
- Carex magellanica Lam. – turzyca patagońska
- Carex melanostachya M. Bieb. ex Willd. – turzyca ciemnokłosa
- Carex michelii Host. – turzyca Michela
- Carex microglochin Wahlenb. – turzyca drobnozadziorkowa (gat. wymarły)
- Carex montana L. – turzyca pagórkowa
- Carex muskingumensis Schwein. – turzyca palmowa, t. muskegońska (metafit)
- Carex nigra (L.) Reichard – turzyca pospolita
- Carex oederi Retz. ≡ C. scandinavica E.W. Davies, C. viridula Michx. – turzyca Oedera, t. skandynawska
- Carex ornithopoda Willd. – turzyca ptasie łapki
- Carex otrubae Podp. ≡ C. cuprina (Sándor ex Heuff.) Nendtv. ex A.Kern. – turzyca nibylisia
- Carex pairae F.W. Schultz. – turzyca najeżona
- Carex pallidula Harmaja – turzyca bladozielona
- Carex pallescens L. – turzyca blada
- Carex panicea L. – turzyca prosowata
- Carex paniculata L. – turzyca prosowa
- Carex parviflora Host – turzyca czarna
- Carex pauciflora Lightf. – turzyca skąpokwiatowa
- Carex pediformis C.A. Mey. – turzyca stopowata
- Carex pendula Huds. – turzyca zwisła
- Carex pilosa Scop. – turzyca orzęsiona
- Carex pilulifera L. – turzyca pigułkowata
- Carex praecox Schreb. – turzyca wczesna
- Carex pseudobrizoides Clavaud – turzyca Reichenbacha
- Carex pseudocyperus L. – turzyca nibyciborowata
- Carex pulicaris L. – turzyca pchla
- Carex punctata Gaudin – turzyca punktowana
- Carex remota L. – turzyca rzadkokłosa
- Carex repens Bellardi – turzyca poznańska
- Carex riparia Curtis – turzyca brzegowa
- Carex rostrata Stokes – turzyca dzióbkowata
- Carex rupestris All. – turzyca skalna
- Carex secalina Willd. ex Wahlenb. – turzyca żytowata
- Carex sempervirens Vill. – turzyca zawsze zielona
- Carex spicata Huds. – turzyca ściśniona
- Carex stenophylla Wahlenb. – turzyca wąskolistna
- Carex strigosa Huds. – turzyca zgrzebłowata
- Carex supina Willd. ex Wahlenb. – turzyca delikatna
- Carex sylvatica Huds. – turzyca leśna
- Carex tomentosa L. – turzyca filcowata
- Carex umbrosa Host – turzyca cienista
- Carex utriculata Boott ≡ Carex rhynchophysa Fisch., C.A. Mey. & Avé-Lall. – turzyca gładkodzióbkowa
- Carex vaginata Tausch – turzyca luźnokwiatowa
- Carex vesicaria L. – turzyca pęcherzykowata
- Carex vulpina L. – turzyca lisia
- Carex vulpinoidea Michx – turzyca amerykańska (efemerofit)

## Systematyka
Rodzaj należy do rodziny ciborowatych Cyperaceae, zwanych też turzycowatymi. W obrębie rodziny klasyfikowany jest do podrodziny Cyperoideae i plemienia Cariceae. Do plemienia tradycyjnie zaliczanych jest 5 rodzajów – poza turzycą także: Cymophyllus (takson monotypowy), kobrezja Kobresia (ok. 60 gatunków), Schoenoxiphium (ok. 15 gatunków) i Uncinia (ok. 70 gatunków), a sam rodzaj turzyca dzielony jest na cztery podrodzaje (Carex, Psyllophora, Vignea, Vigneastra). Badania molekularne wykazują, że w takim tradycyjnym ujęciu rodzaj Carex jest parafiletyczny, pozostałe są w nim zagnieżdżone, przy czym Kobresia jest gradem – w efekcie wszystkie rodzaje w obrębie plemienia łączone są w jeden – turzyca Carex. Dzieli się on na dwa klady. Klad bazalny obejmuje dawny rodzaj Schoenoxiphium i część gatunków z sekcji Psyllophora. Kolejne trzy klady obejmują: 1) podrodzaje Carex, Vigneastra, część podrodzaju Psyllophora; 2) podrodzaj Vignea i część podrodzaju Psyllophora oraz 3) Uncinia, Kobresia, część podrodzaju Psyllophora. 